# Eukoenenia siamensis
Eukoenenia siamensis is een spinnensoort in de taxonomische indeling van de Palpigradi.
Het dier komt uit het geslacht Eukoenenia. Eukoenenia siamensis werd in 1901 beschreven door Hansen.